# Jaroslav Pollák
Jaroslav Pollák (11. července 1947, Medzev – 26. června 2020) byl slovenský fotbalista, československý reprezentant, držitel zlaté medaile z mistrovství Evropy roku 1976 a bronzové medaile z mistrovství Evropy roku 1980, účastník mistrovství světa roku 1970 v Mexiku. Po skončení aktivní kariéry půsbil jako fotbalový funkcionář.

## Fotbalová kariéra
V československé reprezentaci odehrál 49 zápasů a vstřelil 1 gól (v kvalifikaci mistrovství Evropy 1972 s Finskem). Jedenáct let hrál československou ligu za VSS Košice, poté hrál během vojenské služby za Duklu Banská Bystrica a Spartu Praha, nastoupil ve 418 ligových utkáních a dal 25 gólů. Dále hrál v Rakousku za Austrii Salzburg (dnes FC Red Bull Salzburg), aby se znovu vrátil do košického klubu, který mezitím změnil název na ZŤS Košice. V Poháru vítězů pohárů nastoupil ve 3 utkáních a v Poháru UEFA nastoupil ve 4 utkáních a dal 2 góly. Vítěz Československého a Českého poháru 1979/80, vítěz Slovenského a finalista Československého poháru 1972/73.

## Ligová bilance
| Ročník                                      | Zápasy | Góly | Klub                  |
| ------------------------------------------- | ------ | ---- | --------------------- |
| 1. československá fotbalová liga 1964/65    | 1      | 0    | VSS Košice            |
| 1. československá fotbalová liga 1965/66    | 25     | 3    | VSS Košice            |
| 1. československá fotbalová liga 1966/67    | 26     | 0    | VSS Košice            |
| 1. československá fotbalová liga 1967/68    | 24     | 0    | VSS Košice            |
| 1. československá fotbalová liga 1968/69    | 26     | 0    | VSS Košice            |
| 1. československá fotbalová liga 1969/70    | 29     | 2    | VSS Košice            |
| 1. československá fotbalová liga 1970/71    | 23     | 2    | VSS Košice            |
| 1. československá fotbalová liga 1971/72    | 29     | 1    | VSS Košice            |
| 1. československá fotbalová liga 1972/73    | 28     | 2    | VSS Košice            |
| 1. československá fotbalová liga 1973/74    | 27     | 2    | VSS Košice            |
| 1. československá fotbalová liga 1974/75    | 30     | 4    | VSS Košice            |
| 1. československá fotbalová liga 1975/76    | 28     | 2    | VSS Košice            |
| 1. československá fotbalová liga 1976/77    | 26     | 1    | VSS Košice            |
| 1. československá fotbalová liga 1977/78    | 28     | 4    | Dukla Banská Bystrica |
| 1. československá fotbalová liga 1978/79    | 28     | 1    | Dukla Banská Bystrica |
| 1. československá fotbalová liga 1979/80    | 30     | 1    | Sparta Praha          |
| 1. československá fotbalová liga 1980/81    | 10     | 0    | Sparta Praha          |
| 1. slovenská národní fotbalová liga 1985/86 | 14     | 0    | ZŤS Košice            |
| 1. slovenská národní fotbalová liga 1986/87 | 21     | 0    | ZŤS Košice            |
| 1. slovenská národní fotbalová liga 1987/88 | 8      | 0    | ZŤS Košice            |
| CELKEM 1. československá liga               | 418    | 25   |                       |

## Fotbalový funkcionář
Působil jako viceprezident a prezident 1. FC Košice a jako viceprezident AC Sparta Praha.